# Tomislav Ladan
Tomislav Ladan (Ivanjica, 25 de junio de 1932 — Zagreb, 12 de septiembre de 2008) fue un ensayista, traductor y novelista croata.
Ladan nació en Serbia pero sus años de formación los pasó en Travnik, Bosnia Herzegovina, donde se graduó en filosofía en la Universidad de Sarajevo. Como no pudo conseguir empleo fijo en la vida cultural bosnia entonces dominada por los serbios debido a su a veces ostentosa identidad croata, Ladan trabajó de forma intermitente como profesor privado, traductor y periodista. La decana croata de las bellas letras, Miroslav Krleža, le encontró un trabajo en el Instituto Lexicográfico Yugoslavo en Zagreb. Ladan era director del mismo instituto y editor jefe de un diccionario paralelo de ocho idiomas.
Ladan escribió varios libros de ensayos que cubren diversos campos como las malas palabras en croata, la poligrafía voluminosa que juega con los significados etimológicos de las palabras que definen la cultura humana, desde Dios hasta la globalización ("Riječi", "Palabras") y matices de la cultura espiritual medieval ("Parva medievalia").
La única novela de Ladan, Bosanski grb ("Escudo de armas de Bosnia") (1975) es una ficción posmodernista escrita como una combinación de fiesta lingüística rabelaisiana y un tratado sobre el destino histórico de Croatas en Bosnia central.
Como crítico durante más de cuatro décadas, Ladan examinó prácticamente todas las obras escritas en croata, serbio y bosnio. Ladan no prestó mucha atención a los deconstruccionistas (Derrida o Foucault) a quienes encontró áridos y estériles. Sus mejores ensayos críticos también evalúan a escritores como William Faulkner y Robert Musil.
Ladan también fue traductor al croata de libros en griego, latín, inglés, alemán, sueco y noruego.